# Strv fm/21

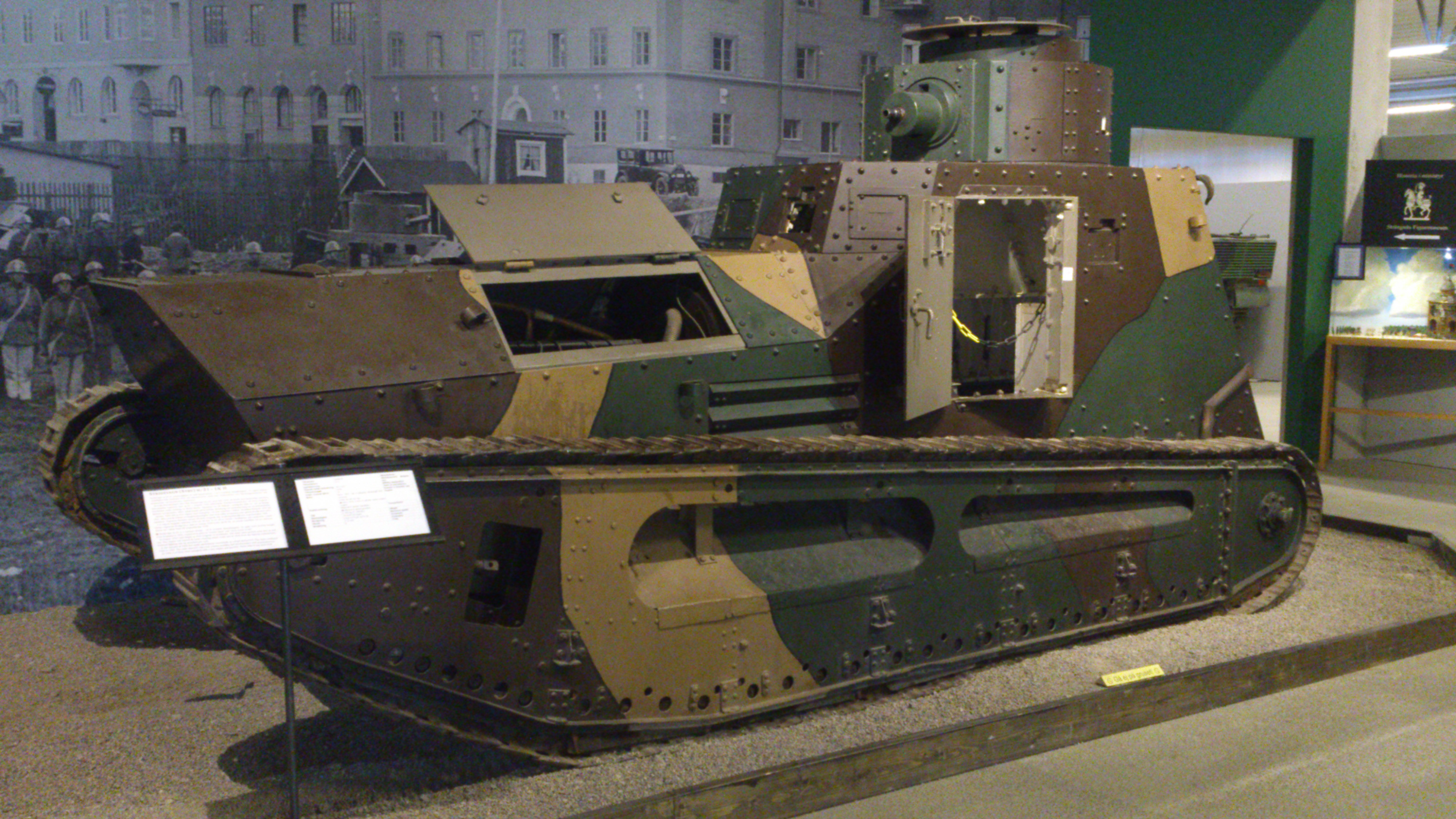
В шведском музее

Стридсвагн фм/21 (швед. Stridsvagn fm/21, stridsvagn — танк), сокращённо — Стрв фм/29 (швед. Strv fm/29) — шведский лёгкий танк, разработанный в 1918 году в Германии, незадолго до конца Первой мировой войны, как Lk II (нем. Leichte Kampfwagen — лёгкая боевая машина). В связи с поражением Германии в войне, танк Lk II так и не поступил на вооружение Германской армии. Однако, шведское правительство нашло способ приобрести десять танков, хранившихся на заводе в Германии в разобранном состоянии. Под видом сельскохозяйственного оборудования танки были переправлены в Швецию и там собраны.

## Модификации
- Strv fm/21

- Strv m/21-29

## Описание конструкции

### Броневой корпус и башня
Бронирование 14 мм по всему корпусу

### Вооружение
Вооружение предусматривало два варианта: два спаренных 6,5-мм пулемета или одна 37-мм пушка. 

### Двигатели и трансмиссия
На танках m/21 устанавливались немецкие бензиновые 4-цилиндровые двигатели Daimler, мощностью 56 л.с. с механической трансмиссией, имевшей 4-скоростную коробку переключения передач. В средней части корпуса находился топливный бак ёмкостью 170 литров и  шведский двигатель Scania Vabis 1554 мощностью 85 л.с. (вариант m/21-29). 

### Ходовая часть
Ходовая часть по-прежнему была многоколёсной и состояла (применительно на один борт) из 24 опорных катков малого диаметра, переднего направляющего и заднего ведущего колеса с забувым зацеплением. Поддержка гусеничной цепи осуществлялась с помощью специальных полозьев. Гусеница танка состояла из 74 мелкозвенчатых траков, шириной 250 мм и шагом 140 мм. Подвеска осталась блокированной, на винтовых пружинах. 